# Saint-Denis-en-Margeride
Saint-Denis-en-Margeride is een gemeente in het Franse departement Lozère (regio Occitanie) en telt 211 inwoners (2004). De plaats maakt deel uit van het arrondissement Mende.

## Geografie
De oppervlakte van Saint-Denis-en-Margeride bedraagt 36,3 km², de bevolkingsdichtheid is 5,8 inwoners per km².
De onderstaande kaart toont de ligging van Saint-Denis-en-Margeride met de belangrijkste infrastructuur en aangrenzende gemeenten.

## Demografie
Onderstaande figuur toont het verloop van het inwonertal (bron: INSEE-tellingen).